# Porsche Type 12

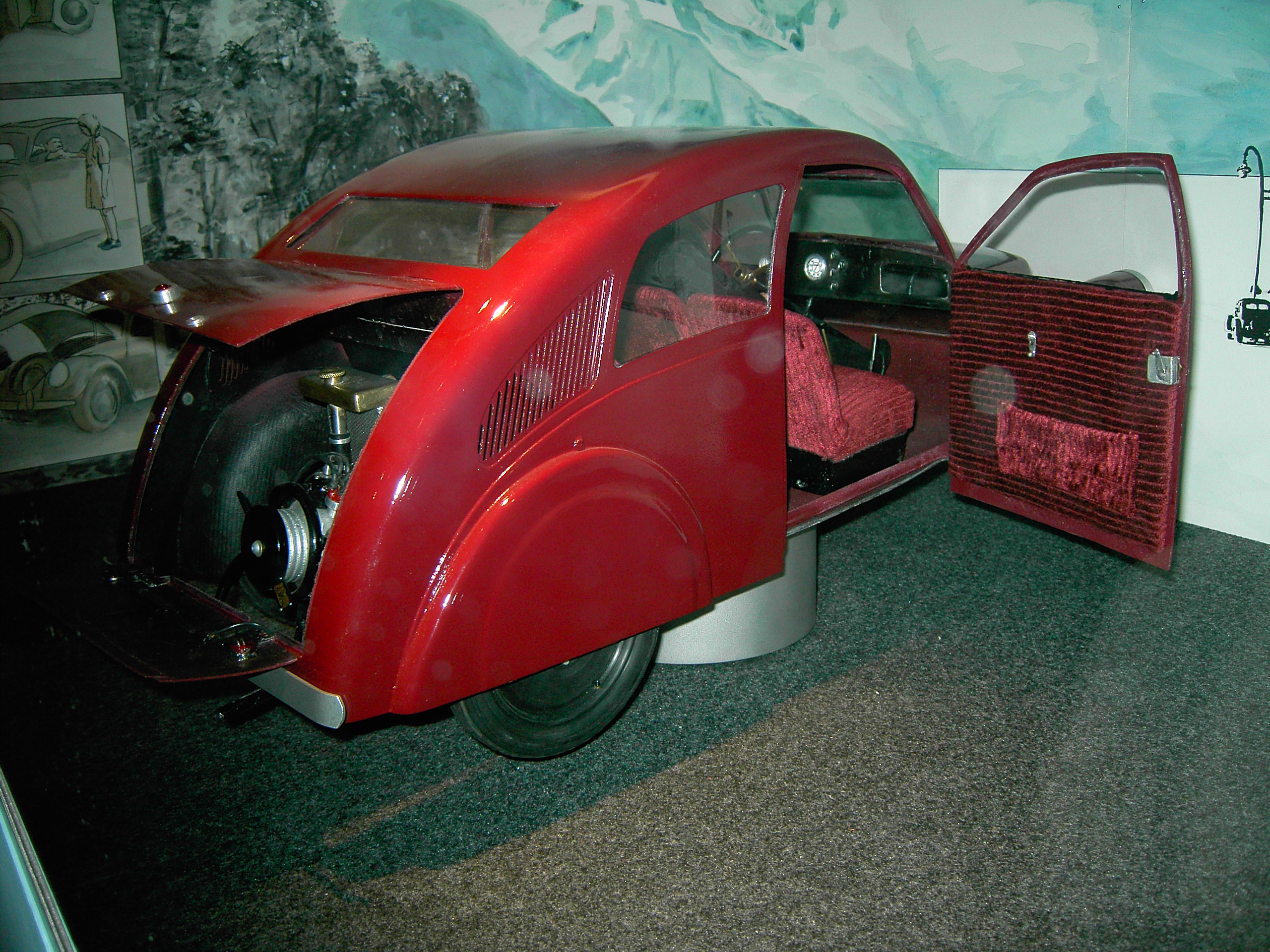
Een reconstructie van de Porsche Type 12 (1932)

De Porsche Type 12 of "Auto für Jedermann" (auto voor iedereen) is een Duits auto-prototype, ontworpen in 1931. De Type 12 kan gezien worden als een tussenstap in de ontwikkeling van de VW Type 1.
De Type 12 werd voor Zündapp ontworpen door Ferdinand Porsche. Hij werd gekenmerkt door de ronde aerodynamische vormen die toen in de mode kwamen, zoals ook te zien was aan bijvoorbeeld de enkele jaren daarna ontworpen Citroën 2CV en uiteraard in de opvolger: de KdF-Wagen (beter bekend als de Volkswagen type 1 of Kever).
De auto had op aandringen van Zündapp een vijf-cilinder stermotor, in plaats van de vlakke viercilindermotor die Porsche's voorkeur had. Hij had een achterwielophanging met pendelassen (uitgevonden door de Oostenrijkse auto- en vliegtuigontwerper Edmund Rumpler). In 1932 waren er drie rijdende prototypes gebouwd. Ze zijn allen verloren gegaan tijdens de Tweede Wereldoorlog; de laatste bij een bombardement in Stuttgart in 1945.
Een replica van de Type 12 is te zien in het Museum Industriekultur in Neurenberg.